# Reine Jonsson

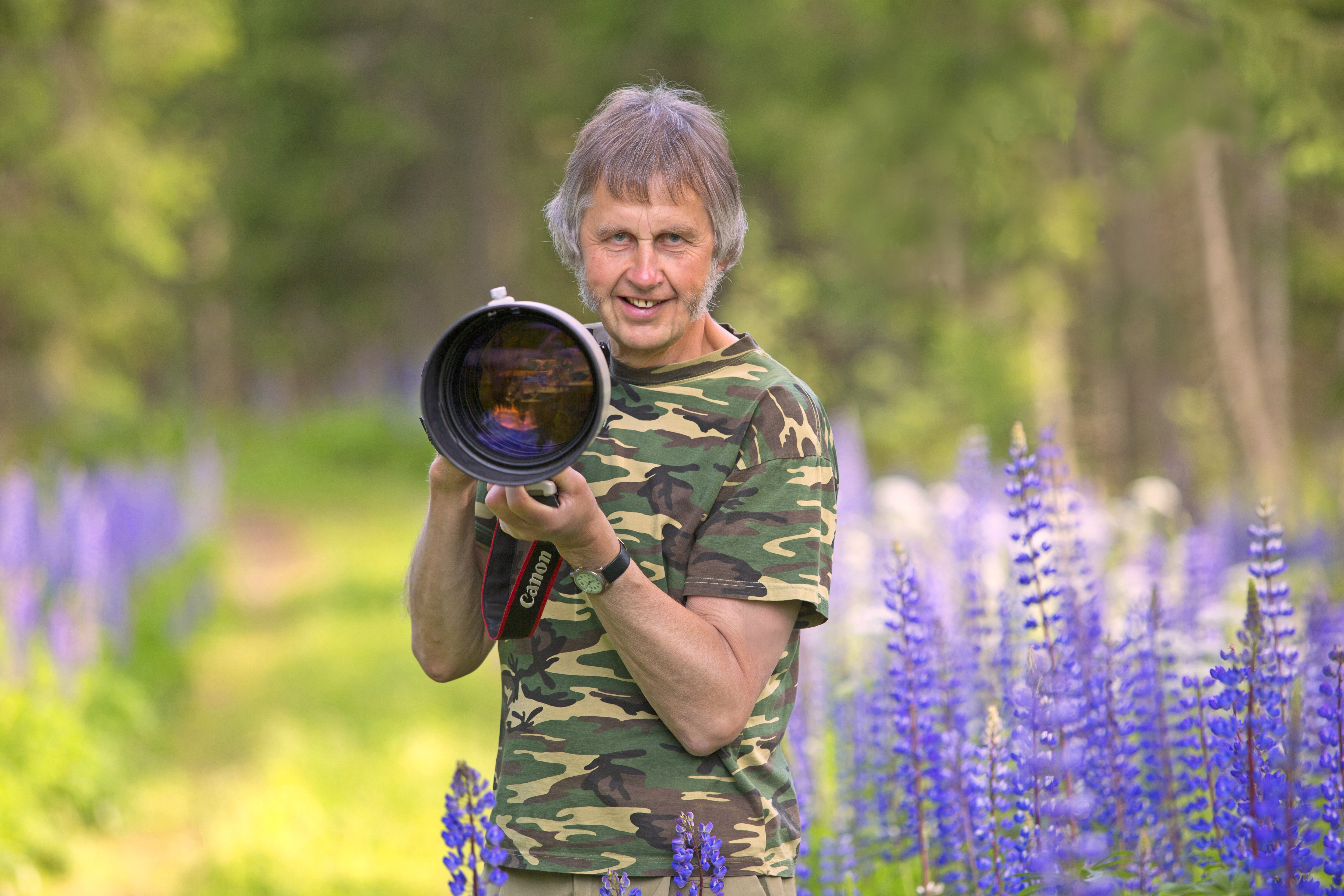
Reine Jonsson 2018.

Bo Erland Reine Jonsson, född 27 maj 1947 i Väckelsång, död 28 juli 2023 i Nässjö, var en svensk naturfotograf, författare och bildförevisare.

## Biografi
Jonsson växte upp i det småländska naturlandskapet. När han var tio år vann han sin första kamera på lotteri och visste att detta var hans framtid.
Han verkade som naturfotograf alltsedan strax före 30 års ålder. Han reste runt i Sverige och visade sina bildspel, tidvis 50–60 förevisningar per år. Han fotograferade fåglar, blommor, landskap och djur samt skrev sex naturböcker och medverkade med naturbilder i tio andra böcker. Han fotograferade bland annat tjäderspel, vilket tog 15 år innan han fick den önskade bilden, och diande rävungar.
År 2015 kom Jonsson ut med sin andaktsbok Andaktsnära med bilder, där bild och bibelord varvas med betraktelser utifrån Jonssons egna upplevelser i naturen. År 2021 gav han ut sin sjunde bok, andaktsboken Himlanära. Den beskrivs som "en hyllning och kärleksförklaring till Herren och hans skapelseverk i det lilla, liksom i det stora" där naturens olika miljöer varit en naturlig plats för Guds tilltal till Jonsson. Sedan mitten av 1990-talet gav Jonsson årligen ut en naturkalender med en upplaga på mellan 5 000 och 6 000.

### Medverkan med bilder
- 1990 – Oldhammer Bengt, red. Dalaskogen - till minne?. [Borlänge]: Naturskyddsfören. i Dalarna. Libris 1173462
- 2004 – Bengtsson Göran, red. Nya jägarskolan: Svenska jägareförbundets kursbok för jägarutbildningen. Viltet. Nyköping: Svenska jägareförbundet. Libris 9684128. ISBN 978-91-88660-50-3
- 2004 – Johansson, Stina; Essen Elisabeth von. Nya jägarskolan: Svenska jägareförbundets kursbok för jägarutbildningen. Studiehandledning. Nyköping: Svenska jägareförbundet. Libris 9684132. ISBN 9789188660602
- 2004 – Bengtsson, Göran; Karlsson Bernt. Nya jägarskolan: Svenska jägareförbundets kursbok för jägarutbildning. Jakten. Nyköping: Svenska jägareförbundet. Libris 9684494. ISBN 978-91-88660-52-7
- 2006 – Lindstrand, Åsa; Tuorda Tor L.. I naturens tjänst: med vakande ögon i skogar och fjäll. Rapportserie / Länsstyrelsen i Norrbottens län, 0283-9636 ; 2006:1. Luleå: Länsstyrelsen i Norrbottens län. Libris 10037066. ISBN 9188238571
- 2012 – Roos, Anna; Johansson Kenneth. Landskapsdjur: en resa genom Sverige. Karlstad: Votum. Libris 13325152. ISBN 9789185815814
- 2014 – Borneling Carl-Åke, red. Möten med Eva Spångberg: [över 40 medverkande delar med sig av sina möten med Eva Spångberg]. Forserum: Borneling. Libris 17225206. ISBN 9789173171946
- 2016 – Roos, Anna; Johansson Kenneth. Expedition landskapsdjur. Göteborg: Speja. Libris 19423921. ISBN 9789188167019
- 2016 – Åberg, Christer. Den längsta natten. Värnamo: Semnos förlag. Libris 19821377. ISBN 9789187827501